# Sándor Puhl
Sándor Puhl (Miskolc, 14 de juliol de 1955 - 20 de maig de 2021) fou un àrbitre de futbol hongarès dels anys 80, 90 i 2000.

## Carrera esportiva
Entre els principals partits que va arbitrar hi ha l'anada de la final de la Copa de la UEFA 1992-93 entre Borussia Dortmund i Juventus FC, la final de la Copa del Món de Futbol de 1994 entre la selecció de futbol de Brasil i la selecció de futbol de Itàlia, la semifinal de l'Eurocopa 1996 a Wembley entre Alemanya i Angleterra i la final de la Lliga de Campions de la UEFA 1996-97 entre la Juventus de Torí i el Borussia Dortmund.
Anteriorment va ser designat per a la Copa del Món de Futbol Juvenil de 1991 i l'Eurocopa 1992, on va dirigir un únic partit.

### En Mundials
Va arbitrar quatre partits a la Copa del Món de Futbol de 1994, inclosa la final i el partit de quarts de final entre Itàlia i Espanya, en què no va veure un cop de colze del defensor italià Mauro Tassotti al centrecampista espanyol Luis Enrique, que li va trencar l'envà nasal. El resultat era Itàlia 2 - Espanya 1 i el cop de colze va ser dins de l'àrea italiana, cosa que hauria significat penal i expulsió. Tot i el greu error, la FIFA el va premiar designant-lo com a àrbitre de la final Itàlia-Brasil, cosa que va incrementar la polèmica, ja que la selecció italiana havia estat la més afavorida per les actuacions arbitrals.

### Reconeixements
Durant quatre anys consecutius, des del 1994 al 1997, va ser premiat com a Millor àrbitre de l'any segons la IFFHS.
El 1997, després del partit de la Lliga de Campions de la UEFA 1997-98 Feyenoord - Manchester United FC, va ser suspès per la UEFA per un any, per no haver sancionat ni esmentat a l'acta un gest violent comès pel jugador neerlandès Paul Bosvelt cap a l'irlandès Denis Irwin. Això li va impedir ser seleccionat per a la Copa del Món de Futbol de 1998.

### Darrer partit i retirada
Va dirigir el seu darrer partit a nivell internacional a Torí l'any 2000, en ocasió de l'amistós entre Itàlia i Anglaterra. Posteriorment va ser observador d‟àrbitres de la UEFA.